# Liste de jeux de tactique en temps réel
La liste de jeux de tactique en temps réel répertorie des jeux vidéo de tactique en temps réel. Ce terme désigne un genre de jeu de stratégie considéré comme un sous-genre des jeux de stratégie en temps réel. Alors que ces derniers sont traditionnellement définis par les termes « récolter, construire et détruire » et incluent des éléments de construction de base, de gestion des ressources et de recherche technologique, les jeux de tactique en temps réel mettent de côté ces aspects pour se concentrer uniquement sur les combats,. Ainsi, si les jeux de stratégie en temps réel incluent des éléments de stratégie et de tactique, les jeux de tactique en temps réel se focalisent uniquement sur la tactique et nécessite généralement de remplir un objectif avec un nombre prédéfini d’unités,. Ils se caractérisent généralement par des mécanismes de combats plus riches qui mettent notamment l’accent sur la formation et le positionnement des unités et sur la prise en compte des avantages liés au terrain.

## Liste
| Année | Titre                                                    | Développeur               | Éditeur                    | Thème                   | Plate-forme                 |
| ----- | -------------------------------------------------------- | ------------------------- | -------------------------- | ----------------------- | --------------------------- |
| 1982  | Legionnaire                                              | Chris Crawford            | Avalon Hill                | Antiquité               | Atari 8-bit – Apple II, C64 |
| 1984  | The Ancient Art of War                                   | Evryware                  | Brøderbund                 | Historique              | IBM PC, Apple II, Mac       |
| 1990  | BattleTech: The Crescent Hawk's Revenge                  | Westwood Studios          | Infocom                    | Science-fiction         | PC                          |
| 1993  | Cannon Fodder                                            | Sensible Software         | Virgin Interactive         |                         | Amiga, Atari ST, PC         |
| 1993  | Space Hulk                                               | Electronic Arts           | Electronic Arts            | Science-fiction         | Amiga, PC                   |
| 1993  | Syndicate                                                | Bullfrog Productions      | Electronic Arts            | Science-fiction         | Amiga, PC, Mac              |
| 1994  | Breach 3                                                 | Omnitrend Software        | Impressions Games          | Science-fiction         | PC                          |
| 1995  | Warhammer : Dans l'ombre du rat cornu                    | Strategic Simulations     | Strategic Simulations      | Fantasy                 | PC, Mac                     |
| 1996  | Close Combat                                             | Atomic Games              | Microsoft                  | Seconde Guerre mondiale | PC, Mac                     |
| 1996  | Offensive                                                | Wave Software             | Ocean Software             | Seconde Guerre mondiale | PC                          |
| 1996  | Syndicate Wars                                           | Bullfrog Productions      | Electronic Arts            | Science-fiction         | IBM PC, PlayStation         |
| 1997  | Close Combat : Un pont trop loin                         | Atomic Games              | Microsoft                  | Seconde Guerre mondiale | PC, Mac                     |
| 1997  | Myth : Les Seigneurs damnés,                             | Bungie Studios            | Bungie Studios             | Fantasy                 | PC, Mac                     |
| 1998  | Army Men                                                 | The 3DO Company           | The 3DO Company            |                         | PC                          |
| 1998  | Close Combat III : Le Front russe                        | Atomic Games              | Microsoft                  | Seconde Guerre mondiale | PC                          |
| 1998  | Commandos : Derrière les lignes ennemies                 | Pyro Studios              | Eidos Interactive          | Seconde Guerre mondiale | PC                          |
| 1998  | MechCommander                                            | FASA Interactive          | MicroProse                 | Science-fiction         | PC                          |
| 1998  | Myth II : Le Fléau des âmes                              | Bungie Studios            | Bungie Studios             | Fantasy                 | PC                          |
| 1999  | Abomination: The Nemesis Project                         | Hothouse Creations        | Eidos Interactive          | Science-fiction         | PC                          |
| 1999  | Army Men II                                              | The 3DO Company           | The 3DO Company            |                         | PC                          |
| 1999  | Army Men in Space                                        | The 3DO Company           | The 3DO Company            |                         | PC                          |
| 1999  | Close Combat IV : La Bataille des Ardennes               | Atomic Games              | Strategic Simulations      | Seconde Guerre mondiale | PC                          |
| 1999  | Commandos : Le Sens du devoir (extension)                | Pyro Studios              | Eidos Interactive          | Seconde Guerre mondiale | PC                          |
| 1999  | Force 21                                                 | Red Storm Entertainment   | Red Storm Entertainment    | Science-fiction         | PC                          |
| 1999  | MechCommander: Desperate Measures (extension)            | FASA Interactive          | MicroProse                 | Science-fiction         | PC                          |
| 1999  | Star Trek: Starfleet Command                             | Interplay                 | Interplay                  | Science-fiction         | PC                          |
| 2000  | Close Combat : Invasion Normandie                        | Atomic Games              | Strategic Simulations      | Seconde Guerre mondiale | PC                          |
| 2000  | Commandos 2: Men of Courage                              | Pyro Studios              | Eidos Interactive          | Seconde Guerre mondiale | PC, PlayStation, Xbox, Mac  |
| 2000  | Ground Control                                           | Massive Entertainment     | Sierra Entertainment       | Science-fiction         | PC                          |
| 2000  | Ground Control: Dark Conspiracy (extension)              | High Voltage Software     | Sierra Entertainment       | Science-fiction         | PC                          |
| 2000  | Star Trek: Starfleet Command II - Empires at War         | Taldren                   | Interplay                  | Science-fiction         | PC                          |
| 2000  | Starship Troopers: Terran Ascendancy                     | Blue Tongue Entertainment | MicroProse                 | Science-fiction         | PC                          |
| 2000  | Sudden Strike                                            | Fireglow Games            | cdv Software Entertainment | Seconde Guerre mondiale | PC                          |
| 2001  | Desperados : Wanted Dead or Alive                        | Spellbound Software       | Infogrames                 | Conquête de l’Ouest     | PC                          |
| 2001  | MechCommander 2                                          | FASA Interactive          | Microsoft                  | Science-fiction         | PC                          |
| 2001  | Myth III: The Wolf Age                                   | Bungie Studios            | Bungie Studios             | Fantasy                 | PC, Mac                     |
| 2001  | Star Trek: Away Team                                     | Reflexive Entertainment   | Activision                 | Science-fiction         | PC                          |
| 2001  | Star Trek: Starfleet Command - Orion Pirates (extension) | Taldren                   | Interplay                  | Science-fiction         | PC                          |
| 2001  | Sudden Strike Forever (extension)                        | Fireglow Games            | cdv Software Entertainment | Seconde Guerre mondiale | PC                          |
| 2002  | Platoon                                                  | Digital Reality           | Monte Cristo Multimédia    | Guerre du Viêt Nam      | PC                          |
| 2002  | Robin Hood : La Légende de Sherwood                      | Spellbound Software       | Infogrames                 | Moyen Âge               | PC                          |
| 2002  | Soldiers of Anarchy                                      | Silver Style              | Simon & Schuster           | Post-apocalyptique      | PC                          |
| 2002  | Star Trek: Starfleet Command III                         | Taldren                   | Interplay                  | Science-fiction         | PC                          |
| 2002  | Sudden Strike 2                                          | Fireglow Games            | cdv Software Entertainment | Seconde Guerre mondiale | PC                          |
| 2003  | Blitzkrieg,                                              | Nival Interactive         | cdv Software Entertainment | Seconde Guerre mondiale | PC                          |
| 2003  | Commandos 3 : Destination Berlin                         | Pyro Studios              | Eidos Interactive          | Seconde Guerre mondiale | PC, Mac                     |
| 2003  | Korea: Forgotten Conflict                                | Plastic Reality           | Cenega (pl)                | Guerre de Corée         | PC                          |
| 2003  | World War II: Frontline Command                          | Bitmap Brothers           | Strategy First             | Seconde Guerre mondiale | PC                          |
| 2004  | Afrika Korps vs. Desert Rats                             | Digital Reality           | Monte Cristo Multimédia    | Seconde Guerre mondiale | PC                          |
| 2004  | Blitzkrieg: Burning Horizon (extension)                  | Nival Interactive         | cdv Software Entertainment | Seconde Guerre mondiale | PC                          |
| 2004  | Blitzkrieg: Rolling Thunder (extension)                  | Nival Interactive         | cdv Software Entertainment | Seconde Guerre mondiale | PC                          |
| 2004  | Codename: Panzers - Phase One                            | StormRegion               | cdv Software Entertainment | Seconde Guerre mondiale | PC                          |
| 2004  | Cold War Conflicts                                       | Red Ice                   | Walkon Media Publishing    | Guerre froide           | PC                          |
| 2004  | D-Day                                                    | Digital Reality           | O3 Entertainment           | Seconde Guerre mondiale | PC                          |
| 2004  | Full Spectrum Warrior                                    | Pandemic Studios          | THQ                        |                         | PC                          |
| 2004  | Ground Control II: Operation Exodus                      | Massive Entertainment     | Vivendi Universal Games    | Science-fiction         | PC                          |
| 2004  | Soldiers: Heroes of World War II                         | Best Way                  | 1C Company                 | Seconde Guerre mondiale | PC                          |
| 2005  | 1944 : Campagne des Ardennes                             | INtex Publishing          | Monte Cristo Multimédia    | Seconde Guerre mondiale | PC                          |
| 2005  | Blitzkrieg 2                                             | Nival Interactive         | cdv Software Entertainment | Seconde Guerre mondiale | PC                          |
| 2005  | Blitzkrieg: Frontal Attack 2 (extension)                 | INtex Publishing          | Walkon Media Publishing    | Seconde Guerre mondiale | PC                          |
| 2005  | Codename: Panzers - Phase Two                            | StormRegion               | cdv Software Entertainment | Seconde Guerre mondiale | PC                          |
| 2005  | Cuban Missile Crisis: The Aftermath                      | G5 Software               | 1C Company                 | Guerre froide           | PC                          |
| 2005  | Legion Arena                                             | Slitherine Strategies     | Strategy First             | Antiquité               | PC                          |
| 2005  | Mockba to Berlin                                         | Digital Reality           | Monte Cristo Multimédia    | Seconde Guerre mondiale | PC                          |
| 2005  | Stalingrad                                               | DTF Games                 | 1C Company                 | Seconde Guerre mondiale | PC                          |
| 2006  | Company of Heroes,                                       | Relic Entertainment       | THQ                        | Seconde Guerre mondiale | PC                          |
| 2006  | Faces of War                                             | Best Way                  | Ubisoft                    | Seconde Guerre mondiale | PC                          |
| 2006  | Joint Task Force                                         | Most Wanted Entertainment | Vivendi Universal Games    | Contemporain            | PC                          |
| 2006  | Rush for Berlin                                          | StormRegion               | Deep Silver                | Seconde Guerre mondiale | PC                          |
| 2006  | War on Terror                                            | Digital Reality           | Monte Cristo Multimédia    | Contemporain            | PC                          |
| 2006  | Warhammer: Mark of Chaos                                 | Black Hole Entertainment  | Bandai Namco Games         | Fantasy                 | PC                          |
| 2006  | Western Commandos : La Revanche de Cooper                | Spellbound Software       | Atari                      | Conquête de l’Ouest     | PC                          |
| 2007  | Company of Heroes: Opposing Fronts (extension)           | Relic Entertainment       | THQ                        | Seconde Guerre mondiale | PC                          |
| 2007  | Helldorado                                               | Spellbound Software       | Viva Media                 | Conquête de l’Ouest     | PC                          |
| 2007  | Sudden Strike 3: Arms for Victory                        | Fireglow Games            | Anuman Interactive         | Seconde Guerre mondiale | PC                          |
| 2007  | World in Conflict                                        | Massive Entertainment     | Sierra Entertainment       | Science-fiction         | PC                          |
| 2008  | Warhammer: Mark of Chaos - Battle March (extension)      | Black Hole Entertainment  | Bandai Namco Games         | Fantasy                 | PC, Xbox 360                |
| 2009  | Codename: Panzers – Cold War                             | InnoGlow                  | Atari                      | Guerre froide           | PC                          |
| 2009  | Company of Heroes: Tales of Valor (extension)            | Relic Entertainment       | THQ                        | Seconde Guerre mondiale | PC, Mac                     |
| 2009  | Men of War                                               | Best Way                  | 1C Company                 | Seconde Guerre mondiale | PC                          |
| 2009  | World in Conflict: Soviet Assault (extension)            | Massive Entertainment     | Ubisoft                    | Science-fiction         | PC                          |
| 2013  | Company of Heroes 2                                      | Relic Entertainment       | Sega                       | Seconde Guerre mondiale | PC                          |
| 2015  | Blitzkrieg 3                                             | Nival Interactive         | Nival Interactive          | Seconde Guerre mondiale | PC                          |
| 2016  | Shadow Tactics: Blades of the Shogun                     | Mimimi Productions        | Daedalic Entertainment     | Japon féodal            | PC                          |
| 2017  | Sudden Strike 4                                          | Kite Games                | Kalypso Media              | Seconde Guerre mondiale | PC, Mac                     |
| 2020  | Desperados III                                           | Mimimi Productions        | Daedalic Entertainment     | Western                 | PC                          |
|       |                                                          |                           |                            |                         |                             |